# Кистер, Андрей Васильевич
Андрей Васильевич Кистер (нем. Andreas Johann Alexander Küster; 1829—1907) — тайный советник.

## Биография
Родился 30 июля 1829 года[по какому календарю?]. В 1847 году поступил в Московский университет — своекоштным студентом 2-го (физико-математического) отделения философского факультета Московского университета. По окончании университета он был определён в Межевую канцелярию помощником столоначальника с чином коллежского секретаря 7 декабря 1851 года.
Затем служил в Министерстве иностранных дел — в Департаменте внутренних сношений — был делопроизводителем, затем вице-директором департамента.
В действительные статские советники он был пожалован 28 апреля 1872 года.
Был награждён орденами: Св. Станислава 1-й (1877), 2-й ст. с императорской короной (1863) и 3-й ст.; Св. Владимира 3-й ст. (1875); Св. Анны 2-й ст. (1870); норвежским Св. Олафа командорского креста 2-й ст. (1875); прусского Красного Орла 2-й ст. (1873); гессен-дармштадского Филиппа Великодушного командорского креста 2-й ст. (1869) и нидерландского Льва командорского креста (1867). Имел также темно-бронзовую медаль в память войны 1853-56 гг. на Андреевской ленте и Знак Красного креста.
Определением Сената от 6 марта 1878 года Андрей Васильевич Кистер, по личным заслугам, был утверждён в потомственном дворянстве, с правом на внесение в III часть дворянской родословной книги Санкт-Петербургской губернии, вместе с женой Маргаритой-Луизой-Софией и детьми, сыновьями: Андреем, Вольдемаром и Фридрихом-Александром и дочерью Марией.
В 1885 году вышел в отставку с производством в чин тайного советника.
Умер 5 (18) февраля 1907 года. Похоронен на Смоленском православном кладбище.

## Семья
Был женат с 1858 года на Маргарите-Луизе-Софии Юнкер (1835—1888). Их дети:
- Андрей (05.04.1861 — ?)[3][4], инженер путей сообщения, главный инженер Ораниенбаумской электрической железной дороги (1912); жена — Анна Александровна Протасьева (1873—?), дочь действительного статского советника Александра Ивановича Протасьева (1831—?) — из рязанской ветви дворян Протасьевых.
- Мария (1868—?), в замужестве Леман[5]; её муж, Павел Николаевич Леман, был соучеником брата Андрея в школе Карла Мая.
- Владимир (1871—?)
- Фридрих-Александр (1876—?)

## Рекомендуемая литература
- ЦГИА СПб.  Фонд 536.  Опись 6.  Дело 4373 Архивная копия от 6 марта 2019 на Wayback Machine
- Герб рода Андрея Кистера внесен в Часть 13 Общего гербовника дворянских родов Всероссийской империи, стр. 150 Архивная копия от 27 марта 2019 на Wayback Machine